# وولف موسر
وولف موسر (بالإنجليزية: Wolf Muser)‏ هو ممثل ألماني ولد بتاريخ 23 أكتوبر 1950 إسلينغن آم نيكار، بادن-فورتمبيرغ، ألمانيا الغربية.

## أعماله
من أعماله مسلسل الرجل في القلعة العالية بدور "أدولف هتلر'.

## وصلات خارجية
- وولف موسر على موقع IMDb (الإنجليزية)
- وولف موسر على موقع ألو سيني (الفرنسية)
- وولف موسر على موقع أول موفي (الإنجليزية)
- وولف موسر على موقع قاعدة بيانات الأفلام السويدية (السويدية)
- وولف موسر على موقع قاعدة بيانات الفيلم (الإنجليزية)
- وولف موسر على موقع كينوبويسك (الروسية)

صفحته على IMDb